# Jaffa De Luxe
Jaffa De Luxe var en svensk surfrockgrupp, bildad 2000. Vintern samma år spelade bandet in en demo som hyllades av bland andra Expressen och Sonic. Demon resulterade även i spelningar.
2003 släppte bandet sin debut-EP A Damp Squib på Startracks. Skivan spelades in under 24 timmar i Pelle Gunnerfeldts studio i Gröndal. Skivan kom att bli bandets enda.

## Diskografi
- 2003 - A Damp Squib (EP)

### Fotnoter
1. ↑  ”Jaffa De Luxe”. Startracks. Arkiverad från originalet den 29 maj 2014. https://web.archive.org/web/20140529025628/http://www.startracks.se/artists.asp?ID=22. Läst 3 mars 2012.
2. ↑  Hamberg, Patrik (3 april 2003). ”En för mycket”. Dagensskiva.com. http://dagensskiva.com/2003/04/03/jaffa-de-luxe-a-damp-squib-ep/. Läst 3 mars 2012.